# Katka
Katka je žensko osebno ime.

## Izvor imena
Ime Katka je različica ženskega osebnega imena Katarina.

## Pogostost imena
Po podatkih Statističnega urada Republike Slovenije je bilo na dan 31. decembra 2007 v Sloveniji število ženskih oseb z imenom Katka: 41.

## Osebni praznik
Osebe z imenom Katka lahko godujejo takrat kot osebe z imenom Katarina.

## Znane osebe
- Katarina Habe ("Katka brez copatka")
- Katka Jankovič
- Katja "Katka" Juhart
- Katka Šedlbauer
- Katka Škof
- Katka Vrtačič
- Katka Zupančič
- Katka Žbogar